# إيرين أثويلا
إيرين أثويلا (بالإسبانية: Irene Azuela)‏ (ولدت في 27 أكتوبر 1979) ممثلة ومنتجة مكسيكية.

## روابط الخارجية
- إيرين أثويلا على موقع IMDb (الإنجليزية)
- إيرين أثويلا على موقع ألو سيني (الفرنسية)
- إيرين أثويلا على موقع أول موفي (الإنجليزية)
- إيرين أثويلا على موقع قاعدة بيانات الفيلم (الإنجليزية)
- إيرين أثويلا على موقع كينوبويسك (الروسية)